# 江盈科
江盈科（1553年—1605年），字進之，號綠蘿、又号菉蘿，湖廣常德府桃源縣人，明朝政治人物。

## 生平
七歲入學，二十四歲中秀才，萬曆十三年（1585年）乙酉科湖廣鄉試中舉。萬曆二十年（1592年）登壬辰科三甲六十四名進士，與袁宏道同年，刑部觀政，六月授長洲（今江蘇蘇州）知縣，當時正值朝廷多事之秋，三吳境內飽受徵賦催科之苦，又因「催科不力」未得升遷，在長洲達六年之久。
萬曆二十六年（1598年）升添注吏部主事，二十七年（1599年）五月，赴京就任大理寺左寺正。公餘閒暇勤於筆耕，萬曆二十八年，曾出刊詩文集《雪濤閣集》。萬曆二十八年冬，卹刑滇黔（雲貴），平反三百餘人。萬曆三十年秋，遷升户部员外郎。萬曆三十一年（1603年），前去四川擔任鄉試主考。萬曆三十二年（1604年）七月升遷四川提學副使。萬曆三十三年（1605年），卒於提学副使任上。生性好賭、好酒與女色，導致一生貧困，卒後其子無資為其治喪。

## 文學
江盈科被視為公安派成員之一，其詩文理論與公安派主力袁宏道相呼應，也主張為文應抒發當時代個人的真性情，反對「文必秦漢、詩必盛唐」說法，也極力贊成靈性說。著有《明十六種小傳》，《雪濤閣集》。

## 家族
曾祖江環，生员。祖父江有五。父江鳳傑。